# 돌연변이
돌연변이(突然變異, 영어: mutation, 문화어: 갑작변이)란 유전정보가 기록된 DNA분자가 여러 가지 요인 (예: 전자기파, 방사선, 화학물질, 외부/내부 유전자 등)에 의하여 원본과 달라지는 것을 말한다. 돌연변이가 일어나면 그 유전자에 의해 생산되는 단백질에 변화가 생기고, 이는 유전형질의 변화를 불러오게 된다. 이러한 돌연변이의 축적은 유전자 집단 안에 다양한 유전적 변이를 축적시키게 되며, 이렇게 만들어진 유전적 변이는 자연선택에 의해 진화의 가능성을 높이게 된다. 돌연변이에 의해 새로 만들어진 개체를 돌연변이체 또는 변종(mutant)이라고 한다.

## 개요
돌연변이의 원인은 유전물질의 복제과정에서 우연히 발생하는 것과 같은 자연적인 원인과 방사선이나 화학물질 등의 영향으로 인한 것과 같은 외부 요인이 있다. 자연발생적 변이는 100만 번의 DNA복제 중에서 한 번 정도의 비율로 일어나며, 방사선이나 약품을 처리하면 이보다 높은 빈도로 일어난다. 노랑초파리를 이용한 인위적인 돌연변이 실험의 결과 돌연변이의 약 70 %는 개체에게 해로운 방향으로 진행되며, 나머지 돌연변이는 중립적이거나 유리한 성향을 보인다. 돌연변이가 개체에게 해로운 작용을 할 가능성이 높기 때문에 생물은 세포 수준에서 돌연변이를 무효화하는 DNA 수복 기제를 작동시키도록 진화하여 왔다.
따라서, 생물 종에서 일어나는 실제 돌연변이 비율은 높은 돌연변이 비율을 가질 경우 발생할 수 있는 해로운 돌연변이로 인한 비용과 DNA 수리 효소 등의 생성에 필요한 물질대사를 이루기 위한 에너지의 소모 비용 간의 균형을 통해 결정되게 된다.
돌연변이 비율이 높은 것이 오히려 유리할 수도 있다. 바이러스의 경우 RNA를 유전 물질로 사용하며 돌연변이 비율이 매우 높은데 이는 인간 등의 면역 체계를 피해야 하는 바이러스에게 유리하게 작용한다.
흔히 발견할 수 있는 돌연변이 가운데 하나는 유전자 재조합의 과정에서 일어나는 유전자 중복이다. 유전자 중복의 결과 나타난 새로운 유전자는 진화의 원인이 된다. 생물 종에서 유전자 중복의 발현 정도는 매 백만 년 당 수십 회에서 수백 회 정도로 알려져 있다. 생물에서 발견되는 상동성 역시 이러한 유전자 중복과 같은 돌연변이의 결과로 이해할 수 있다. 즉 유전자 재조합 등을 통해 다음 세대로 전달된 돌연 변이는 기존의 유전자와는 다른 새로운 기능으로 발현되게 되는 것이다.
유전자 수준뿐만 아니라 염색체 수준에서 발생하는 대규모 돌연변이도 있다. 예를 들면 염색체의 분리나 접합에 의한 염색체 수의 변화가 그것이다. 사람속의 염색체에서도 이러한 사실을 확인할 수 있다. 인간 염색체 2번은 원래 두 개의 염색체였으나 돌연변이에 의하여 하나의 염색체로 접합된 것이다. 때문에 다른 영장류가 24쌍의 염색체를 갖는 것에 비해 인간은 23쌍의 염색체를 갖게 되었다.
잡종의 발현과 같은 이유로 인해 발생할 수 있는 염색체 재배열은 집단간의 유전자 변이를 일으켜 결국 종분화가 이루어지는 원인이 되며, 그 결과 진화의 진행을 가속시킬 수 있다.
게놈 안에서 위치를 바꿀 수 있는 유전자 군인 전이성 유전인자 역시 생물의 유전자 변화에 중요한 역할을 담당하고 있으며 게놈의 진화에 기여한다. 인간의 경우 전체 인간 게놈의 45%가 5종류의 전이성 유전인자로 이루어져 있다. 이 가운데 전체 게놈의 20%를 차지하는 LINEs(long interspersed dements)는 태고적부터 존재하여온 매우 안정적인 전이성 유전인자로 크기가 6 Kb(약 6,000개의 염기쌍)나 된다. LINEs에는 약 300개의 염기쌍으로 된 ALU라 불리는 기생적인 유전자 코드가 수십만번 반복 되는데 ALU자체는 전이 능력이 없으나 LINEs가 이동할 때마다 ALU도 함께 옮겨간다. 경우에 따라 ALU가 LINEs의 효소인자를 이용하여 다른 염색체로 이동할 경우 치명적인 돌연변이를 유발시키기도 한다. 인간의 전이성 유전인자에는 LINEs 외에도 게놈의 8%를 차지하는 RNA유래 전이인자, 3%를 차지하는 DNA유래 전이인자 등이 있으며 나머지 4%는 전이 능력을 상실하여 더 이상 전이되지 않는 비활성 전이인자이다. 하지만 돌연변이는 진화의 원동력이다.

## 종류
일반적으로 변이는 유전정보(유전자 다양성)을 증가시키며, 각 세대마다 조합을 통해 증가하는 유전정보 이외에도 무작위적인 변화가 가능해진다. 이러한 증가된 유전정보에는 선택압의 영향이 작용할 수 있게 된다. 돌연변이의 종류는 그것이 작용하는 방식과 규모에 따라 다음과 같이 구분된다.

### 구조에 영향을 미치는 돌연변이
구조에 영향을 미치는 돌연변이는 유전자가 생성하는 단백질이 변형된 결과 생물의 구조가 변형되는 돌연변이로서 소규모인 경우와 대규모인 경우가 있다.
- 소규모 돌연변이는 뉴클레오타이드 수준에서 일어나는 돌연변이로 다음과 같은 것이 있다.
  - 점 돌연변이 - 하나의 뉴클레오타이드가 변환되어 나타나는 돌연변이로[15] DNA 전사 단계에서 특정 단백질의 생성을 막거나 변형시킨다.[16] 대부분 같은 푸린 계열인 아데닌과 구아닌의 잘못된 전사, 또는 같은 피리미딘 계열인 시토신과 티민의 잘못된 전사로 인해 일어난다. 이러한 점 돌연변이는 코돈의 정보를 파괴하거나 변형시키게 되어 다음과 같은 돌연변이 효과를 나타낸다.
    - 불현성 돌연변이 - 점 돌연변이로 인해 변이된 코돈이 기존의 코돈과 같은 아미노산 형성을 지시할 경우 결과적으로 돌연변이의 효과는 나타나지 않는다.
    - 미스센스 돌연변이 - 변이된 코돈이 다른 아미노산 형성을 지시할 경우.
    - 넌센스 돌연변이 - 변이된 코돈으로 인해 아미노산 형성이 중단되거나 생략되는 경우.

  - 삽입 돌연변이 - 뉴클레오타이드의 일부가 원래의 염기 서열 사이로 삽입되어 일어나는 돌연 변이.
  - 결실 돌연변이 - 원래 있던 뉴클레오타이드의 일부가 사라져 버린 돌연변이.
- 대규모 돌연변이는 염색체 수준에서 일어나는 돌연변이로 다음과 같은 것이 있다.
  - 유전자 중복
  - 유전자 결실
  - 염색체 역위
  - 간질성 결실
  - 염색체 전위
  - 이형접합 소실

### 기능에 영향을 미치는 돌연변이
일반적으로 기능이라는 것은 적응의 정도에 따라 차이가 있다. 특정 기능이 사라짐으로서 다른 기능으로 이용되기도 하며, 반대로 기능의 증가로 인해 기존의 기능을 사용하지 못하게 되는 경우도 있기 때문이다. 그러므로 여기서 설명하는 변이들은 서로 반대로 해석될 수도 있다.
- 기능이 상실되는 돌연변이
  - 유전자 접합에 의한 일부 변이들

- 기능이 획득되는 돌연변이
  - 호메오 박스 돌연변이(안테나피디아)의 경우, 더듬이 부분에 새로운 다리가 나게 됨으로써 다리의 기능을 획득하게 된다.
  - 항생제 저항성 유전자의 획득: 플라스미드를 통해, 항생제의 하나인 페니실린을 파괴할 수 있는 효소를 만드는 기능을 획득하게 됨으로써, 펜타글리신 다리로 구성된 세포벽을 지킬 수 있게 해준다.
  - 대장균의 장기간 진화 실험: 시트르산을 사용하는 기능을 획득한 경우이다.

- 복귀 돌연변이

### 적응도
돌연변이는 생물의 적응도와 관련하여 다음과 같이 분류할 수 있다. 일반적으로 이 분류는 환경에 따른 진화 방향을 결정하게 되며, 환경이 달라지게 되면 기준이 바뀌게 된다.
- 해로운 돌연변이
- 이로운 돌연변이
- 중립적 돌연변이

대표적으로 겸형 적혈구 빈혈증의 경우, 대부분의 환경에서는 해로운 변이로 작용하지만, 말라리아가 창궐한 지방에서는 이형 접합자 이점에 의해 이로운 변이로 작용한다. 비슷한 예로, 안테나 페디아의 경우, 대부분의 환경에서는 불리하게 작용하나, 더듬이 부분에 작용하는 농약이 있는 곳에서는 이롭게 작용한다. 많은 변이들이 해롭게 작용하는 것은 사실이나, 이로운 변이는 다수 존재하며, 이는 환경에 따라 달라지기 때문에 해롭다와 이롭다, 중립의 절대적인 정의는 존재하지 않는다.
일부 의사과학을 주장하는 집단(창조과학회 등)에서는 이로운 변이가 존재하지 않는다는 반지성주의적 주장을 하는데, 이는 사실과 다르며, 이들의 주장과는 정반대로, 이로운 변이는 다수 존재하며, 이는 환경에 따라 결정되기에 그들이 제시하는 "해로운 변이" 역시 이로운 변이로서 작용하는 경우가 많다.

## 같이 보기
- 돌연변이론
- 진화유전학
- 트랜스포존